# Muttagundi, Hosadurga
Muttagundi là một làng thuộc tehsil Hosadurga, huyện Chitradurga, bang Karnataka, Ấn Độ.